# もう大人なんだから!
『もう大人なんだから!』（もうおとななんだから!）は、1996年4月から5月までTBS系列にて放送された日本のテレビドラマである。毎日放送（MBS）制作。昼帯のドラマ30にて全45回が放送された。「嫁姑」「主夫」「夫婦別姓」などをテーマにしたホームコメディである。

## キャスト
- 吉本泉：河合美智子[1]

俊介の妻。少々ガサツな面がある。
- 吉本俊介：美木良介[1]

泉の夫。当初は会社員だったが後に「専業主婦」になる。
- 倉田志津子：竹井みどり

正三郎の妻。正三郎とは夫婦で彼に愛情はあるが、夫婦別姓主義の為苗字が違う。
- 林正三郎：松澤一之

志津子の夫。俊介、明と友人になる。
- 大木理沙：伊藤美紀[1]

明の妻。泉、志津子の友人。
- 大木明：立川政市

理沙の夫。
- 豪徳寺麻子：田島令子
- 大石清子：荒木雅子
- 吉本唯則：平泉成[1]

俊介の父。
- 吉本亜弓：左時枝

俊介の母。
- 山口仁[2]
- 早水典子[2]
- 松本崚汰[2]
- 斎藤唯[2]

## スタッフ
- 脚本：宇山圭子、いずみ玲[2]
- 音楽：渡辺博也
- 効果：岡戸久幸[2]
- MA：小林元子[2]
- 演出：北川学
- まんが指導・タイトル画：もろおか紀美子
- 演出補：坂梨公紀
- 技術協力：フォーチュン
- 美術協力：アックス
- 協力：NK特機[2]、堀企[2]、宙出版[2]、富士通[2]
- 編集・MA：東通ビデオセンター
- スタジオ：緑山スタジオ・シティ
- 広報：塩濱誠彦[2]
- プロデューサー：芝野昌之（MBS）、木村正人
- プロデューサー補：神野美智子[2]
- スチール：小倉章正[2]
- 記録：岸田純子[2]
- 技術：川田万里[2]
- カメラ：金澤まさあき[2]
- 照明：笹川満[2]
- 音声：片岡博司[2]
- VE：福留克也[2]
- 編集：曽根原護[2]
- デザイン：宮崎もりひろ[2]
- 美術制作：斉田時雄[2]
- 装置：澤野伸司[2]
- 装飾：野呂利勝[2]
- 衣装：小石麻奈美[2]
- 化粧：木戸口恵子[2]
- スタイリスト：佐々木典子[2]
- 持道具：中沢境弥[2]
- タイトル：小谷唯史[2]
- 制作：伊東雄三（MBS）
- 制作担当：佐々木孝裕[2]
- 制作協力：松竹芸能
- 製作著作：毎日放送

## 主題歌
- 「いいことあるさ」VOICE（作詞：沢ちひろ、作曲：井上伸二郎）（ソニーレコード））[2]